# Румунський лей
Румунський лей (рум. Leu românesc) — офіційна валюта Румунії. В сучасному вигляді існує з 2005 року після проведеної деномінації. Літерний код валюти: RON (до деномінації: ROL). Поділяється на 100 бан (ban, множина: bani). В обігу перебувають монети номіналом 1, 5, 10 та 50 бан і банкноти в 1, 5, 10, 50, 100, 200 та 500 лей. Центральний банк — Національний банк Румунії.

## Етимологія
Назва лей походить від нідерландської монети «leeuwendaalder», що проникла на Балкани та в Румунію і Молдову у XVII столітті. На монеті було зображено лева, через що мешканці Румунії та Молдови називали її «леями», а мешканці Болгарії — «левами». Таку назву й отримали валюти цих трьох країн (див. також Молдовський лей та Болгарський лев).

## Історія

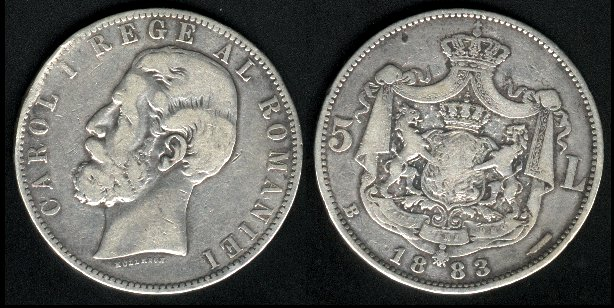
Монета номіналом 5 лей 1883 року карбування. На аверсі профіль короля Кароля I.

Найперший лей на території сучасної Румунії був запроваджений у 1867 році в Об'єднаному князівстві Волощини і Молдови, він дорівнював 5 грамам срібла 835 проби або 0,29032 грама золота. У 1878 році Румунське королівство в односторонньому порядку прийняло золотий стандарт Латинського монетного союзу. Тоді поряд з румунськими монетами широко використовувалися французькі монети номіналом 20 франків. Також в обігу перебували монети турецької ліри, рублі Російської імперії та британські соверени.

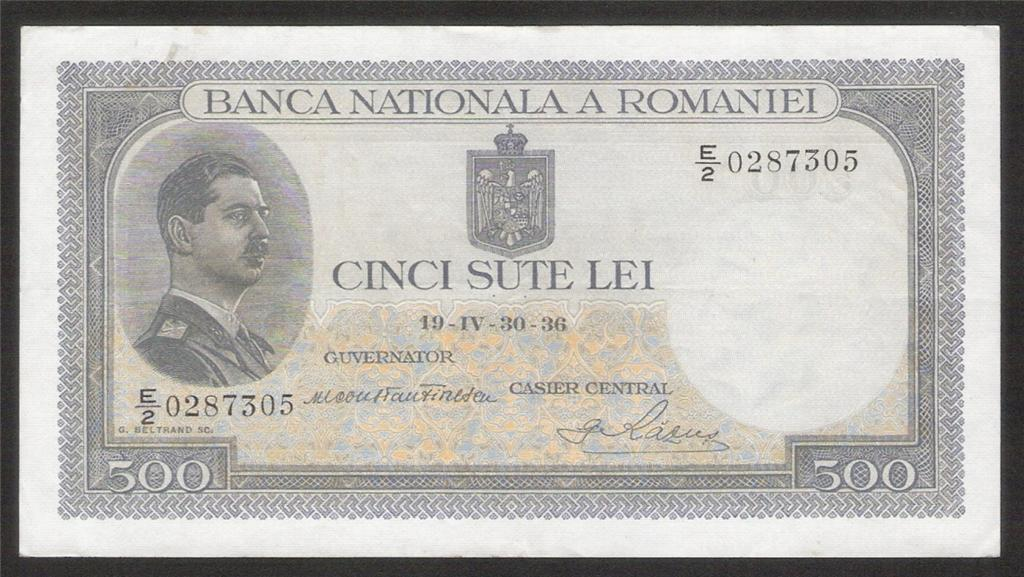
Банкнота номіналом 500 лей 1936 року друку із зображенням короля Кароля II.

Румунія припинила дію золотого стандарту у 1914 внаслідок Першої світової війни. Це призвело до поступового знецінення лея. 7 лютого 1929 року був встановлений фіксований курс на рівні 167,20 лей за 1 долар США, 5 листопада 1936 — 135,95, 18 травня 1940 — 204,29, 31 березня 1941 — 187,48. Під час альянсу Румунії з Нацистською Німеччиною в роки Другої світової війни лей був прив'язаний до райхсмарки спочатку на рівні 49,50 лей за 1 райхсмарку, а в квітні 1941 опущений до 59,5 лей за 1 райхсмарку. Протягом радянської окупації лей був прив'язаний до рубля СРСР на рівні 100 лей за 1 рубль.
Після війни лей сильно знецінився, як наслідок, 15 серпня 1947 була проведена деномінація у співвідношенні 20 тис. до 1. 28 січня 1952 була проведена ще одна деномінація, на цей раз курс обміну «старих» леїв на «нові» варіювався в межах 20—400 до 1 в залежності від типу конвертованого активу (готівка, депозити, кредити чи інші).

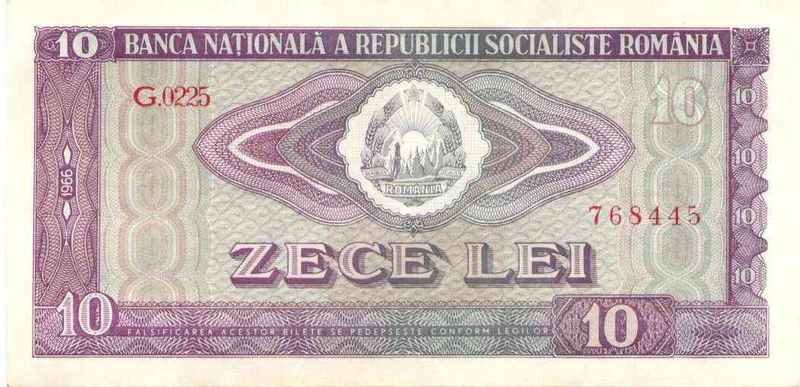
Банкнота номіналом 10 лей 1966 року випуску.

Від 1970 до 1989 року офіційний курс румунської валюти до іноземних валют встановлювався урядом і використовувався для зовнішньої торгівлі але іноземні валюти були недоступні для звичайних громадян. Володіння іноземною валютою було заборонене законом і каралося ув'язненням терміном до 10 років (в залежності від суми). Ця негнучкість фінансової політики у поєднанні з постійним економічним спадом у 1980-х роках призвела до дефіциту в країні основних товарів і введення у 1986-87 роках квотної системи розподілення продуктів харчування. Це в свою чергу стало головним чинником повалення комуністичного режиму Чаушеску під час революції 1989 року.
На початку 1990-х, через легалізацію іноземної валюти та неуспішність реформ, розмір інфляції в країні виріс до 300 % річних у 1993. Як наслідок у вересні 2003 року 1 євро коштувало більше 40 тис. лей. Надалі, внаслідок ряду успішних кроків по монетарній політиці наприкінці 1990-х та на початку 2000-х, інфляція в Румунії поступово спадала і становила менше 10 % річних у 2015.
Сучасний румунський лей прийшов на зміну попередньому лею в результаті реформи, яка була проведена 1 липня 2005 року. Внаслідок реформи відбулася деномінація лея в 10 тис. разів. Старі банкноти і монети були законними платіжними коштами до 31 грудня 2006 року. Нові румунські банкноти виготовлені з полімеру, що не тоне у воді. Їх також дуже важко перегнути, вони легко мнуться та повертаються в попередній стан. Завдяки цим властивостям румунську валюту надзвичайно важко підробити.
Після вступу до Європейського Союзу у 2007 році, Румунія планує перехід на Євро. Наразі в країні ведуться дебати щодо дати переходу. В березні 2018 повідомлялося про плани перейти на євро до 2024 року.
Румунія була першою країною в континентальній Європі, яка випустила пластикову банкноту в 1999 році, і стала третьою країною після Австралії та Нової Зеландії, яка повністю перейшла на полімерні банкноти до 2003 року[джерело?].

## Галерея
Подані зображення поточної серії монет та банкнот.

### Монети

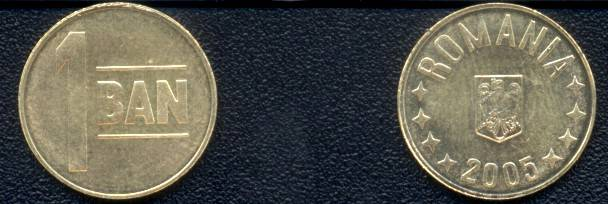
1 бан
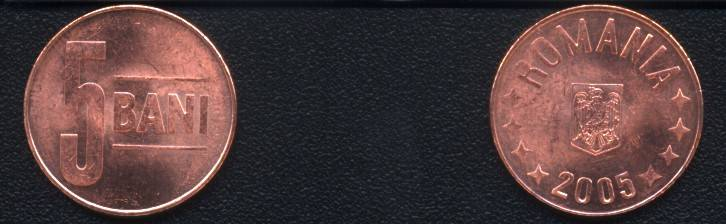
5 бан
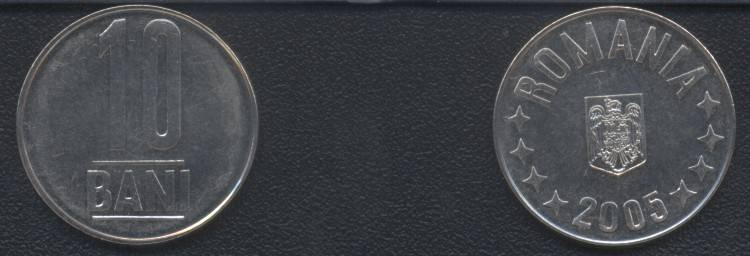
10 бан
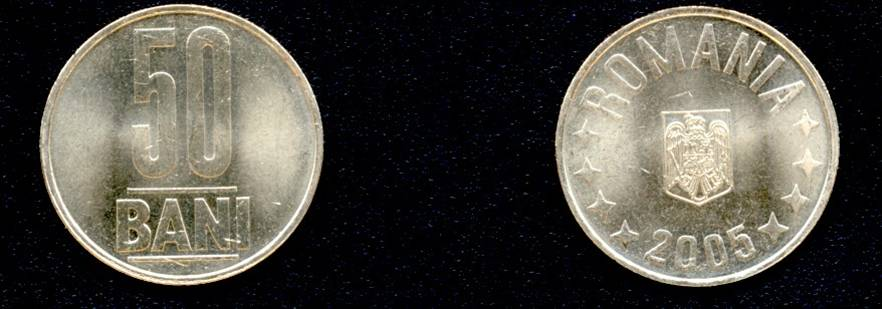
50 бан

### Банкноти

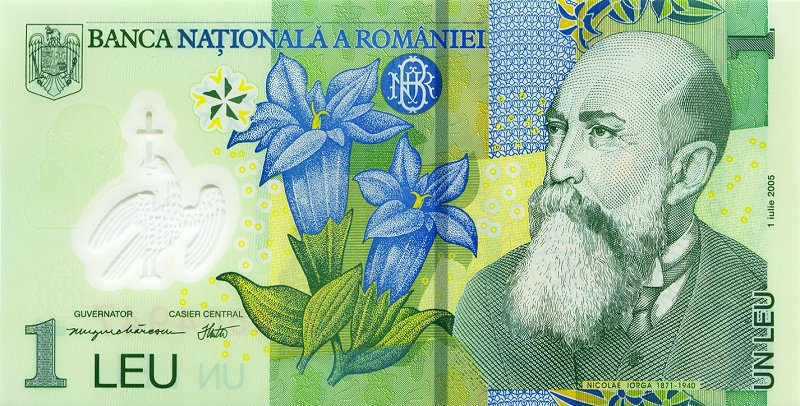
1 лей (Ніколае Йорга)
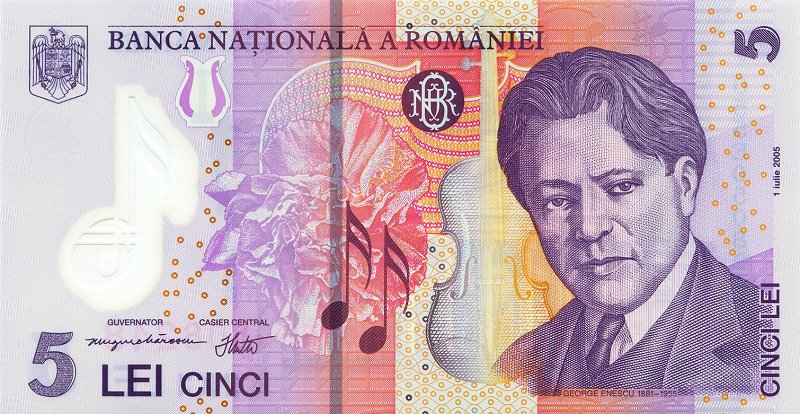
5 леїв (Джордже Енеску)
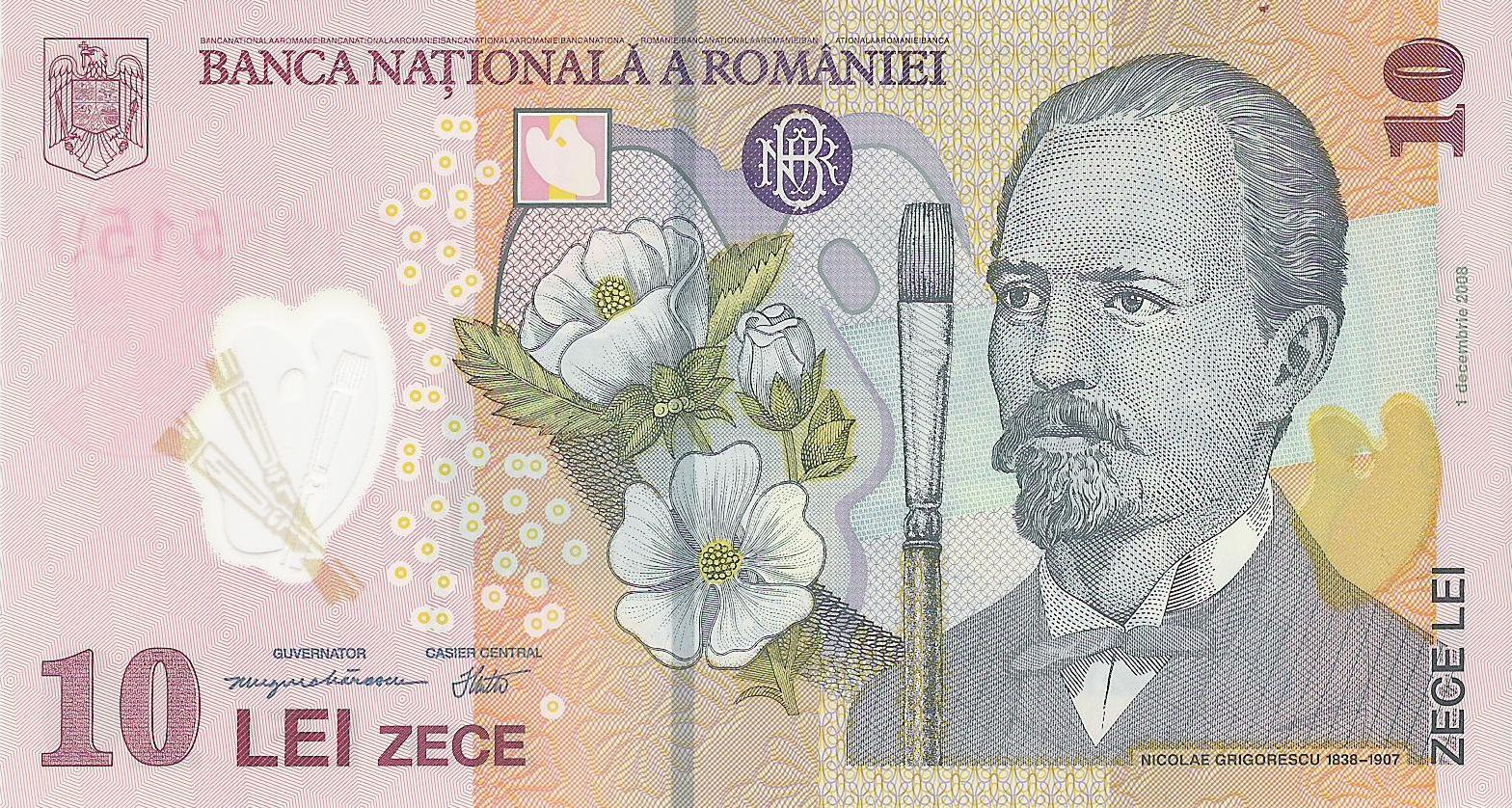
10 леїв (Ніколає Григореску)
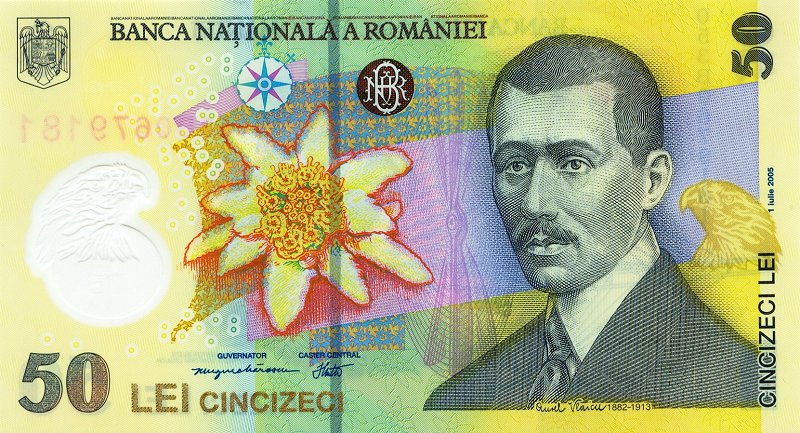
50 леїв (Аурел Влайку)
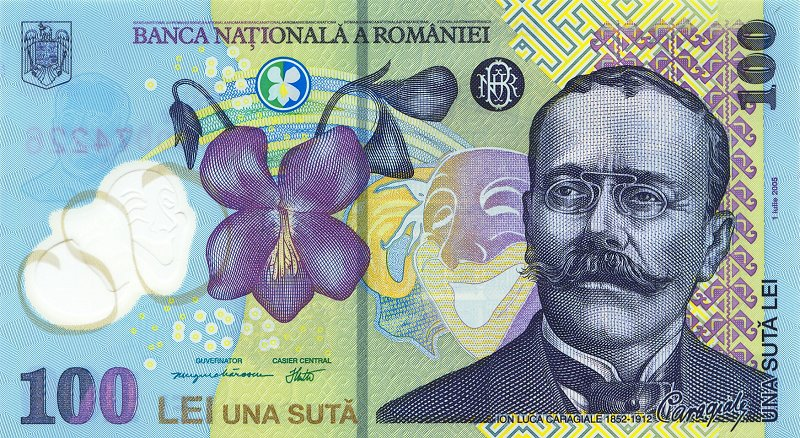
100 леїв (Йон Лука Караджале)
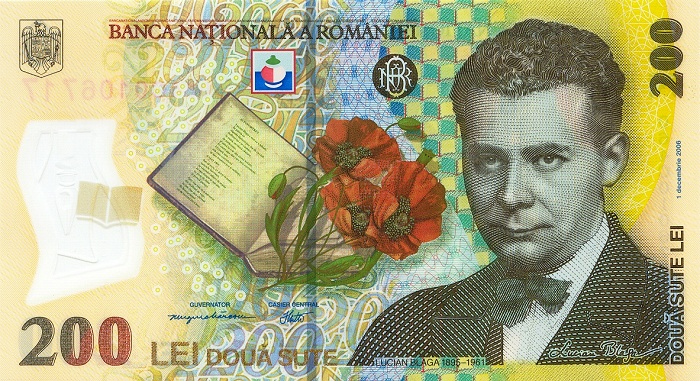
200 леїв (Лучіан Блаґа)
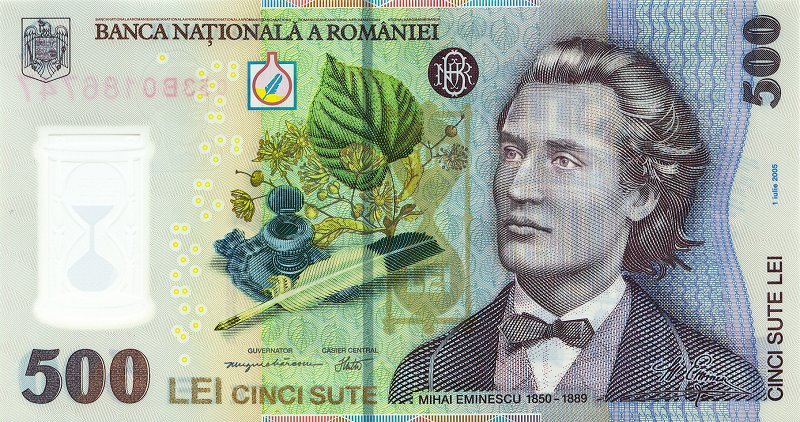
500 леїв (Міхай Емінеску)

## Валютний курс
Станом на 25 березня 2025, валютний курс румунського лея (за даними НБУ, ЄЦБ та МВФ) становить 0,1103 лея за 1 гривню (9,062 гривень за 1 лей), 4,975 лей за 1 євро та 4,596 лей за 1 долар США.

Графік валютного курсу відносно євро (з 1999 року)